# Marcus Chang
Marcus Chang (Taipei, 28 maggio 1983) è un attore e cantautore taiwanese.

## Biografia
Marcus Chang è nato a Taipei, il 28 maggio 1983. All'età di 13 anni, lui e la sua famiglia si trasferiscono in Nuova Zelanda. Ha frequentato il St. Peter's College e si è laureato presso l'Università di Auckland.
Nel 2006, è ritornato a Taiwan per intraprendere la carriera di cantante. Nel 2007, ha partecipato a One Million Star, un programma canoro televisivo taiwanese.
Chang ha fatto il suo debutto ufficiale con il film di Giddens Ko nel 2014, al fianco di Vivian Sung. Nel 2015 è stato scelto per la serie televisiva Zhi, di san zhe.
Nel 2016, ha interpretato il suo primo ruolo da protagonista nella serie televisiva Back to 1989 per la quale ha vinto il Best Potential Award ai Sanlih Drama Awards. Dal 2016 al 2017 ha recitato nella serie televisiva Behind Your Smile.
Nel 2018, ha recitato nella serie televisiva Between.
Nel 2019, Chang ha tenuto il suo primo concerto da solista al Legacy Taipei. Ha fatto apparizioni cameo nel film Nina Wu e nella serie televisiva Let's Go Crazy on LIVE!.
Nel 2020, Chang si è riunito con Vivian Sung nella serie drammatica Lang man shu gei ni, per la quale ha scritto e interpretato la colonna sonora.
Nel 2021, ha vinto l'Asian Star Prize al 16° Seoul International Drama Awards per il suo ruolo da protagonista in Lang man shu gei ni.

## Filmografia

### Cinema
- Deng yi ge ren ka fei, regia di Chin-Lin Chiang (2014)
- You 5 ge jie jie de wo jiu zhu ding yao dan shen le a, regia di Shaun Su (2018)
- Juo ren mi mi, regia di Midi Z (2019)
- Yue Lao, regia di Giddens Ko (2021)

### Televisione
- Zhi, di san zhe - serie TV, 12 episodi (2015)
- Behind Your Smile - serie TV, 19 episodi (2016-2017)
- Back to 1989 - serie TV, 21 episodi (2016)
- Let's go crazy on LIVE - serie TV, 3 episodi (2019)
- Lang man shu gei ni - serie TV, 7 episodi (2020)
- Xian nü jie jie lai wo jia - serie TV, 4 episodi (2022)
- Hun-in kiat-giap-sik - serie TV, 6 episodi (2023)
- Kai chuang zhe - serie TV, 12 episodi (2023)

### Webserie
- Happy Together (2015)

### Teatro
- Love Secretly (2015)

## Discografia

### EP
- Zero (±1) (2018)
- Oxymoron (2019)

### Singoli
- Still Love You (2018)
- You & I (2018)
- Highway Lover (2019)
- Tonight I'm Here (2019)
- Lose to You (2020)